# Johann Julius Walbaum
Johann Julius Walbaum (Lübeck, 1724 - 1799), foi um médico, naturalista e taxonomista alemão. 

## Publicações
- Disputatio … de venæ sectione, 1749
- Index pharmacopolii completi cum calendario pharmaceutico, Gleditsch, Leipzig 1767–1769
- Beschreibung von vier bunten Taubentauchern und der Eidergans, Lübeck 1778
- Chelonographia oder Beschreibung einiger Schildkröten nach natürlichen Urbildern, Gleditsch, Leipzig und Lübeck 1782
- Petri Artedi sueci genera piscium. In quibus systema totum ichthyologiae proponitur cum classibus, ordinibus, generum characteribus, specierum differentiis, observationibus plurimis. Redactis speciebus 242 ad genera 59. Lipsiae (=Leipzig) 1792.